# 錐形禾草鏟頭沫蟬
錐形禾草鏟頭沫蟬（学名：Clovia conifera）为尖胸沫蟬科鏟頭沫蟬屬下的一个种。